# Marguerite du Palatinat
 (juillet 2024).
Si vous disposez d'ouvrages ou d'articles de référence ou si vous connaissez des sites web de qualité traitant du thème abordé ici, merci de compléter l'article en donnant les références utiles à sa vérifiabilité et en les liant à la section « Notes et références ».
Marguerite du Palatinat, née en 1376, morte le 26 août 1434 était la fille ainée de Robert de Wittelsbach, comte palatin du Rhin, puis empereur germanique, et d'Élisabeth de Nuremberg.

## Biographie
On connaît peu de chose de la jeunesse de Marguerite. 
Petite-nièce de Brigitte de Suède, parente  d'Élisabeth de Hongrie et Élisabeth de Portugal, ces trois souveraines ayant été canonisées, elle a mené une vie très pieuse et charitable ; mais, malgré plusieurs demandes, elle n'a jamais été béatifiée par l'Église catholique.
Lasse de la double vie de son mari qui entretenait ouvertement sa maîtresse, elle quitta Nancy pour s'installer en Lorraine plattophone plus proche de son pays natal à Sierck-les-Bains. 
Elle y fit venir le chartreux Adolphe d'Essen - qu'elle avait rencontré à Sierck en 1403 - dont elle fit on directeur spirituel. Avec le soutien de la duchesse, le religieux propagea la pratique du rosaire inventé par son secrétaire, Dominique de Prusse. La duchesse fut la protectrice de la chapelle Notre-Dame-du-Rosaire de Marienfloss fondée en 1415 par Adolphe de Sierck, chartreux de Trèves. Dominique de Prusse en devient le vicaire (sous-prieur). Elle rencontra également Colette Boilet et encouragea la fondation d'un couvent de clarisses à Pont-à-Mousson.
La duchesse Marguerite supporte avec dignité l'adultère de son mari avec la très belle Alison du May.  En 1407, lors de la bataille de Champigneulles entre Louis d'Orléans et Charles de Lorraine, elle prend la tête d'une procession dans les rues de Nancy réclamant à Dieu la victoire.
En 1419, la duchesse délaissée par son mari embrasse la vie religieuse et s'installe à Marienfloss.
Elle meurt le 26 août 1434 à Einville-au-Jard, où elle avait fondé un hospice, et est inhumée à la collégiale Saint-Georges ; son corps sera transféré dans le caveau ducal en 1746 à la demande de l'empereur François Ier.
Malgré plusieurs demandes, elle n'a jamais été béatifiée par l'Église catholique.

## Mariage et enfants
Marguerite du Palatinat, âgée de 16 ans, a épousé le duc de Lorraine Charles II de douze ans son aîné, le 6 février 1393 à Kaiserslautern. Du fait de leur consanguinité, le pape a dû accorder une dispense.
Marguerite a eu quatre enfants de ce mariage :
- Isabelle (° 1400 - † 1453), duchesse de Lorraine, mariée en 1420 à René Ier duc de Bar et d'Anjou, comte de Provence, roi titulaire de Jérusalem, de Naples, de Sicile et d'Aragon (1409-1480).
- Louis, mort jeune
- Raoul, mort jeune
- Catherine (° 1407 - † 1439), mariée à Jacques Ier margrave de Bade (° 1407- † 1453)

### Sources
- Jacqueline Carolus-Curien, Pauvres duchesses, l'envers du décor à la cour de Lorraine. Éditions Serpenoise, Metz, 2007.  (ISBN 978-2-87692-715-5). pp.  34 à 39.